# Drama (cinema e televisão)

... E o Vento Levou é um drama de romance épico

No cinema e na televisão, drama é uma categoria de ficção narrativa (ou semificção) que pretende ser mais séria do que humorística. Drama deste tipo é geralmente qualificado com termos adicionais que especificam seu supergênero, macrogênero ou microgênero particular, como novela (drama operístico), drama policial, drama político, drama jurídico, Drama histórico, drama doméstico, drama adolescente e comédia dramática (dramédia). Esses termos tendem a indicar um determinado cenário ou assunto, ou então qualificam o tom sério de um drama com elementos que encorajam uma gama mais ampla de estados de espírito.
Todas as formas de cinema ou televisão que envolvem histórias de ficção são formas de drama no sentido mais amplo se sua narrativa for realizada por meio de atores que representam (mimese) personagens. Nesse sentido mais amplo, o drama é um modo distinto de romances, contos e poesia narrativa ou canções. Na era moderna, antes do nascimento do cinema ou da televisão, o "drama" dentro do teatro era um tipo de peça que não era nem comédia nem tragédia. É esse sentido mais restrito que as indústrias do cinema e da televisão, juntamente com os estudos cinematográficos, adotaram. "Drama de rádio" tem sido usado em ambos os sentidos - originalmente transmitido em uma performance ao vivo, mas também foi usado para descrever o fim mais sofisticado e sério da produção dramática do rádio.

## Tipos de drama no cinema e na televisão
A Taxonomia dos Roteiristas afirma que os gêneros de filmes são fundamentalmente baseados na atmosfera, no personagem e na história de um filme e, portanto, os rótulos "drama" e "comédia" são muito amplos para serem considerados um gênero. Essa combinação não cria um gênero separado, mas, em vez disso, fornece uma melhor compreensão do filme. Em vez disso, a taxonomia afirma que os dramas cinematográficos são um "Tipo" de filme; listando pelo menos dez subtipos diferentes de filme e drama de televisão.

### Docudrama
Adaptação dramatizada de eventos da vida real. Embora nem sempre totalmente precisos, os fatos gerais são mais ou menos verdadeiros. A diferença entre um docudrama e um documentário é que em um documentário se usa pessoas reais para descrever a história ou eventos atuais; em um docudrama, usa-se atores profissionalmente treinados para desempenhar os papéis no evento atual, que é um pouco "dramatizado". Exemplos: Aliança do Crime (2015) e Zodíaco (2007).

### Docuficção
Diferente dos docudramas, os filmes de ficção documental combinam documentário e ficção, onde imagens reais ou eventos reais são misturados com cenas recriadas. Exemplos: Interior. Leather Bar. (2013) e Your Name Here (2015).

### Drama de ação
Os dramas de ação tendem a ser viscerais com cenas de luta dinâmicas, extensas cenas de perseguição e acrobacias emocionantes correlacionadas com a história dramática e os arcos dos personagens. O herói é quase sempre perspicaz, rápido e capaz de improvisar mental e fisicamente. O herói começa o filme com um problema interno, seguido rapidamente por um problema externo. No final da história, o herói resolve os dois problemas.

### Comédia dramática
Uma história séria que contém alguns personagens ou cenas inerentemente humorísticas para o público. Exemplos: O Exótico Hotel Marigold (2011), O Homem sem Passado (2002), O Lado Bom da Vida (2012), A igualdade é branca (1994) e O Show de Truman (1998).

### Hiperdrama
Cunhadas pelo professor de cinema Ken Dancyger, essas histórias exageram personagens e situações a ponto de se tornarem fábulas, lendas ou contos de fadas. Exemplos: O Fantástico Sr. Raposo (2009) e Maleficent (2014).

### Drama leve
Histórias alegres que são, no entanto, de natureza séria. Exemplos: Histórias Cruzadas (2011) e O terminal (2004).

### Drama psicológico
O drama trata da vida interior dos personagens e dos problemas psicológicos. Exemplos: Réquiem para um Sonho (2000), Oldboy (2003), Anomalisa (2005), Babel (2006) e Whiplash: Em Busca da Perfeição (2014).

### Sátira
A sátira pode envolver humor, mas o resultado final é tipicamente um comentário social agudo que não é nada engraçado. A sátira costuma usar ironia ou exagero para expor falhas na sociedade ou nos indivíduos que influenciam a ideologia social. Exemplos: Idiocracia (2006) e Obrigado por Fumar (2005).

### Drama direto
O Drama direto se aplica àqueles que não tentam uma abordagem específica do drama, mas, em vez disso, consideram o drama uma falta de técnicas cômicas. Exemplos: Ghost World (2001) e O Morro dos Ventos Uivantes (2011).

### Drama de guerra
Geralmente, filmes de guerra  contam a história de um pequeno grupo de indivíduos isolados que – um por um – são mortos (literal ou metaforicamente) por uma força externa até que haja uma luta final até a morte; a ideia dos protagonistas que enfrentam a morte é uma expectativa central em um filme de drama de guerra. Em um filme de guerra, mesmo que o inimigo possa superar em número ou poder o herói, assumimos que o inimigo pode ser derrotado se apenas o herói puder descobrir como.
Exemplos incluem: Apocalypse Now (1979), Come and See (1985), Braveheart (1995), Life Is Beautiful (1997), Black Book (2006), The Hurt Locker (2008), 1944 (2015), Wildeye (2015), e 1917 (2019).